# Zahattea, Irșava
Zahattea (în ucraineană Загаття) este localitatea de reședință a comunei Zahattea din raionul Irșava, regiunea Transcarpatia, Ucraina.

## Demografie
Componența lingvistică a localității Zahattea
     Ucraineană (99,19%)
     Alte limbi (0,78%)
Conform recensământului din 2001, majoritatea populației localității Zahattea era vorbitoare de ucraineană (99,19%), existând în minoritate și vorbitori de alte limbi.